# Wissenschaftlicher Beirat beim Bundesministerium für Wirtschaft
Der Wissenschaftliche Beirat beim Bundesministerium für Wirtschaft und Klimaschutz (BMWK) ist ein Organ von Sachverständigen, die den Bundesminister in wirtschaftspolitischen Fachfragen ehrenamtlich beraten.

## Aufgabe
Der Beirat soll den Bundesminister für Wirtschaft und Klimaschutz in Fragen der Wirtschaftspolitik unabhängig beraten. Er bestimmt den Gegenstand seiner Beratungen selbst und tagt sechs Mal im Jahr. Die Ergebnisse seiner Beratungen teilt er in Form gutachterlicher Äußerungen mit, die regelmäßig veröffentlicht werden.

## Geschichte
In der Endphase des Zweiten Weltkriegs trafen sich ab 1943 einige der späteren Beiratsmitglieder unter dem Vorsitz von Erwin von Beckerath, um die wirtschaftliche Zukunft Deutschlands nach dem Krieg vorzubereiten. Diese Arbeitsgemeinschaft Erwin von Beckerath ging in dem Anfang 1948 gegründeten Beirat auf, der am 23. Januar 1948 auf Einladung der Verwaltung für Wirtschaft des Vereinigten Wirtschaftsgebietes, dem Vorläufer des Bundesministeriums für Wirtschaft und Energie, in Königstein/Taunus formell konstituiert wurde. Der Beirat hatte 17 Gründungsmitglieder, darunter die Professoren Franz Böhm, Walter Eucken, Alfred Müller-Armack, Oswald von Nell-Breuning, Erich Preiser und Karl Schiller.

## Mitglieder
Derzeit (Februar 2023) gehören dem Beirat 41 Mitglieder (33 Hochschullehrer und acht Hochschullehrerinnen, von letzteren 3 Mitgliedschaften ruhend) der Wirtschafts- und Rechtswissenschaften an. Ein Sekretariat im BMWK führt die Geschäfte des Beirats.